# Nord (romanzo)
Nord è un romanzo di Louis-Ferdinand Céline, il secondo della cosiddetta Trilogia del Nord (dopo Da un castello all'altro e prima di Rigodon). I tre libri raccontano con uno stile molto personale l'esperienza, trasfigurata e romanzata, della fuga di Céline insieme alla moglie Lili e al gatto Bébert da Parigi verso la Germania nazista e poi la Danimarca per timore di rappresaglie. Lo scrittore francese era infatti accusato di collaborazionismo nei confronti delle autorità di occupazione tedesche; al termine della guerra fu incarcerato in Danimarca prima di poter tornare a Parigi.
La pubblicazione della Trilogia del Nord gli valse più di un processo per diffamazione, ma riscattò la sua fama di grande autore della letteratura mondiale anche agli occhi di chi lo accusava di indegnità.
(Roger Nimier)

## Trama
Dopo lo sbarco in Normandia degli Alleati il 6 giugno 1944, la situazione degli occupanti tedeschi a Parigi si fa difficile. Louis-Ferdinand Céline, compromesso con il governo collaborazionista, riceve minacce di morte. Il 17 giugno lascia l'appartamento di rue Girardon a Montmartre insieme alla moglie Lili, e portando con sé il gatto Bébert ripara a Baden-Baden in Germania, una sorta di centro di smistamento dei francesi filonazisti. Qui conoscono la vedova del generale Seckt, ex capo di Stato maggiore dell'esercito dopo la prima guerra mondiale, che è una fiera oppositrice di Hitler. Anche l'attore di cinema Le Vigan, già amico dei Destouches a Montmartre, li raggiunge nella cittadina di smistamento (nel libro di Céline lo chiama quasi sempre con il nomignolo “la Vigue”).
Immediatamente dopo l'attentato a Hitler del 20 luglio 1944 si diffonde la notizia che il Führer è stato ucciso dalla bomba dei congiurati e c'è chi festeggia apertamente. Ma quando si scopre che è scampato e sta scatenando una dura rappresaglia contro gli ambienti dell'esercito che volevano eliminarlo, a Baden Baden c'è chi scompare da un momento all'altro nella purga.
Il concentramento nella città tedesca viene sciolto, Céline riceve l'ordine di recarsi a Berlino insieme a La Vigue e la moglie: quando vi arriva in treno la trova già seriamente danneggiata dai bombardamenti aerei. Ricorre a un collega medico conosciuto a Parigi, il dottor Harras, ben introdotto nell'amministrazione nazista. Costui trova per i francesi un posto in un paese di campagna 100 km a nord della capitale, dove già vivono molti sfollati, obiettori di coscienza e prigionieri di guerra.
Céline, Lili, La Vigue e il gatto Bébert, che a tutti gli effetti è uno dei personaggi del romanzo, vengono ospitati nel castello di Zornhof posseduto dai resti di un'antica famiglia Junker: l'anziano von Leiden, un depravato che adora farsi frustare nudo dalle servette e esibisce in lunghe passeggiate in bicicletta il cane ridotto pelle e ossa, per dimostrare ai contadini che al castello si fa la fame; la sorella Maria Teresa, chiusa nel suo appartamento in una torre, che dovrebbe ereditare il titolo nobiliare; il figlio invalido costretto sulla sedia a rotelle e la moglie di costui, Isis, una bella donna sui quarant'anni che forse ha una relazione con il locale comandante SS. Nel villaggio e nei dintorni ci sino una quantità di lavoratori coatti, compresi prigionieri francesi che odiano immediatamente i nuovi arrivati.
Céline e i suoi cercano di barcamenarsi acquistando al mercato nero e tenendosi lontani dagli altri francesi, ma il fronte si avvicina. Sono detestati dal figlio del padrone, che nasconde derrate alimentari. Isis chiede loro di recarsi nel vicino paese di Moorsburg e procurarle, presso il farmacista compiacente, dei veleni che vorrebbe somministrare probabilmente al marito. Céline acconsente ma non ne fa nulla per paura di essere incriminato. Un giorno partecipano tutti a una sorta di caccia nella brughiera, devono cercare il vecchio von Leiden che è scomparso; riescono a salvarlo a fatica, è stato sequestrato da una banda di donne in fuga che l'hanno ridotto in fin di vita. Sono prostitute inviate a Zornhof per ragioni sanitarie, fuggite per sottrarsi alla profilassi obbligatoria.
Céline medita di fuggire dal castello e raggiungere la Danimarca, riesce a ricopiare una cartina geografica che si trova nella biblioteca di Maria Teresa, ma non vuole rivelare a Lili il perché di questa fissazione per il Nord. Improvvisamente però tutto va a rotoli durante una serata in cui i gitani danno uno spettacolo per gli abitanti del paese; avvertito di tenersi sempre in vista di testimoni, durante la notte Céline viene chiamato a constatare la morte di von Leiden. Nello stesso momento hanno luogo altri due omicidi: il figlio paralitico viene annegato dal russo incaricato di garantirne la mobilità, e il Landsrat del paese è ucciso a colpi di badile. Più tardi nella notte la signora Isis viene scoperta a tentare di dar fuoco a un'ala del castello, e quasi linciata dagli altri abitanti.
Da Berlino giunge un'inchiesta e arriva anche l'alienista dottor Göring, il fratello del gerarca nazista. Céline non riesce a ottenere di dirigersi a nord, verso la Danimarca.

## Critica

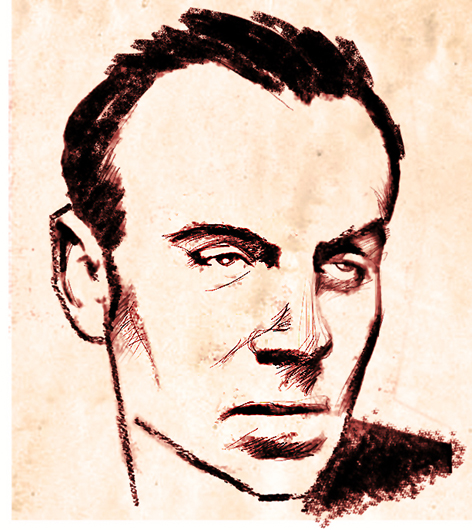
Ritratto di Louis-Ferdinand Céline

Difficile capire dove finisca l'autobiografia e dove inizi l'invenzione letteraria in questo secondo romanzo di quella che in Italia è conosciuta come Trilogia del Nord (in Francia, vi si riferisce talvolta come Trilogie allemande, trilogia tedesca). Durante la scrittura, che gli prese due anni e mezzo dalla primavera 1957 alla fine del 1959 l'autore fece tentativi per capire se le persone reali che aveva conosciuto, e che sarebbero comparse come personaggi nel suo libro, fossero ancora vive dopo il ciclone della guerra; al momento della pubblicazione era convinto che fossero tutti morti e che il castello a nord di Berlino fosse stato distrutto, ma quando in Germania apparve sulla stampa un riassunto della trama, Céline subì due cause per diffamazione.
Nel primo capitolo della trilogia, Da un castello all'altro, Céline aveva scelto di raccontare il suo esilio nell'enclave di Sigmaringen, dove si erano rifugiati i collaborazionisti francesi con il procedere della liberazione del paese; cronologicamente, Nord lo precede, perché dopo il breve passaggio nella stazione termale di Baden-Baden Céline ottenne con la moglie il permesso di recarsi a Berlino a perorare la causa di un visto per la Danimarca, e fu sfollato (da agosto a ottobre 1944) nella località che nel romanzo si chiama Zornhof, dalla quale raggiunse in seguito Sigmaringen.
La ricostruzione della vita di Louis-Ferdinand Céline durante i pochi mesi nei quali si svolge il romanzo (giugno-ottobre 1944) può essere tentata a partire da poche testimonianze:
- le interviste rilasciate dalla terza moglie Lili, cioè l'ex ballerina Lucie Gorgette Almanzor[4], integrate dalle memorie di Karl Epting, direttore dell'Institut Allemand di Parigi;
- la documentazione procedurale delle due cause intentate contro Céline dal dottor H. (nel romanzo, il personaggio Harras) e dalla signora Asta S. (nel romanzo, Isis von Leiden).

Il dottor H. aveva conosciuto Céline a Parigi in occasione di una conferenza dell'Institut Allemand; quando il collega francese giunse a Berlino, il ministero degli Affari esteri gli chieste di aiutarlo, e H. gli trovò un posto presso amici, gli S., che non possedevano un titolo nobiliare come nel romanzo ma avevano davvero una vasta tenuta agricola in un castello del Brandeburgo settentrionale, 100 chilometri circa a nordovest della capitale. Qui trovavano alloggio profughi di ogni provenienza: obiettori di coscienza, prigionieri di guerra e russi al lavoro coatto.
Asta S. citò in giudizio Louis-Ferdinand Céline nel 1962 presso il tribunale di Charlottenburg; il 25 febbraio 1963 fu vietata la divulgazione di alcuni passassi del romanzo nel territorio della Germania Federale, dove d'altronde ancora non era stato pubblicato; il 22 aprile dello stesso anno Céline e il suo editore furono anche condannati al pagamento dei danni materiali.
Per quanto riguarda l'onnipresenza nella trama di Robert Le Vigan, l'ex attore (che dopo la guerra emigrò in Argentina) rifiutò sempre di precisare la propria presenza o meno durante le vicissitudini narrate, e alla curiosità della critica rispose in modo elegante:
(Robert Le Vigan)
Dalle fonti di riscontro si può concludere che in Nord come negli altri romanzi della Trilogia non c'è un solo episodio né un personaggio completamente inventati, ma tutto è sottoposto a quello che si può chiamare un ‘processo traspositivo’: la realtà che Céline ha conosciuto, rispettata fino a un certo punto, viene trasformata dalle esigenze del racconto per diventare materia di scrittura, in direzione di una organizzazione narrativa che i dati storici e biografici non possedevano.

## Edizioni italiane
- Nord, traduzione di Giuseppe Guglielmi (con la Nota "La corte dell'ira"), Collana Supercoralli, Torino, Einaudi, 1975-1982,  p. 419, ISBN 88-06-05455-4.
- Nord, traduzione di Giuseppe Guglielmi, Collana Gli Struzzi n.448, Torino, Einaudi, 1993,  p. 419, ISBN 88-06-12404-8.
- in  Trilogia del Nord, traduzione di Giuseppe Guglielmi, a cura di Henri Godard, Collezione Biblioteca della Pléiade n.9, Torino, Einaudi-Gallimard, 1994,  p. 1092, ISBN 88-446-0015-3.
- in  Trilogia del Nord, traduzione di Giuseppe Guglielmi, Collana ET Biblioteca n.52, Torino, Einaudi, 2010,  p. 1087, ISBN 978-88-06-20295-8.
- Nord, traduzione di Giuseppe Guglielmi, prefazione di Massimo Raffaeli, Collana Letture, Torino, Einaudi, 2014,  pp. XII-485, ISBN 978-88-06-20799-1.